# Algo más (canción de Camilo Sesto)
«Algo más» es una canción de 1973 del cantante español Camilo Sesto. 
Alcanzó el número 1 en las listas españolas durante 10 semanas, del 26 de noviembre de 1973 al 28 de enero de 1974. La canción fue escrita por el cantante y arreglada por Carlos Calderón. El lado B, «Sin remedio», también fue escrito por Sesto y arreglado por Johnny Arthey. La canción logró el quinto lugar en el Festival de la Canción OTI de 1973.